# ZAC Jemmapes-Grange-aux-Belles
La ZAC Jemmapes-Granges-aux-Belles est une zone d'aménagement concerté située dans le 10e arrondissement de Paris.

## Situation et accès
Le périmètre de la « ZAC Jemmapes-Granges-aux-Belles » est délimité par la place du Colonel-Fabien, la rue de la Grange-aux-Belles, la rue des Écluses-Saint-Martin, le quai de Jemmapes et la rue Louis-Blanc.

## Historique
La ZAC est créé par arrêté préfectoral du 9 janvier 1973 et elle est supprimée par délibération du Conseil de Paris des 13 et 14 décembre 2004,.

## Voies
Voies entièrement ou partiellement incluses dans la « ZAC Jemmapes-Grange-aux-Belles »
- Rue Albert-Camus
- Rue Boy-Zelenski
- Place du Colonel-Fabien
- Rue des Écluses-Saint-Martin
- Rue Francis-Jammes
- Rue Georg-Friedrich-Haendel
- Rue de la Grange-aux-Belles
- Quai de Jemmapes
- Rue Louis-Blanc
- Place Robert-Desnos